# بابلو غونزاليس دياز
بابلو غونزاليس دياز (بالإسبانية: Pablo González Díaz) (7 يوليو 1992 بمدينة بويبلا في المكسيك - ) هو لاعب كرة قدم مكسيكي في مركز الوسط. لعب مع نادي بويبلا.

## وصلات خارجية
- بابلو غونزاليس دياز على موقع قاعدة بيانات كرة القدم.إي يو (الإنجليزية)
- بابلو غونزاليس دياز على موقع Soccerway.com (الإنجليزية)
- بابلو غونزاليس دياز على موقع AS.com (الإسبانية)